# Soso Dzhabidze
Soso Dzhabidze –en georgiano: სოსო ჯაბიძე– (Baghdati, 14 de agosto de 1987) es un deportista georgiano que compitió en lucha grecorromana. Ganó una medalla de bronce en el Campeonato Europeo de Lucha de 2010, en la categoría de 96 kg.

## Palmarés internacional
| Campeonato Europeo | Campeonato Europeo | Campeonato Europeo | Campeonato Europeo |
| Año                | Lugar              | Medalla            | Categoría          |
| ------------------ | ------------------ | ------------------ | ------------------ |
| 2010               | Bakú (Azerbaiyán)  | Medalla de bronce  | 96 kg              |